# Slovenië op het Eurovisiesongfestival 2014

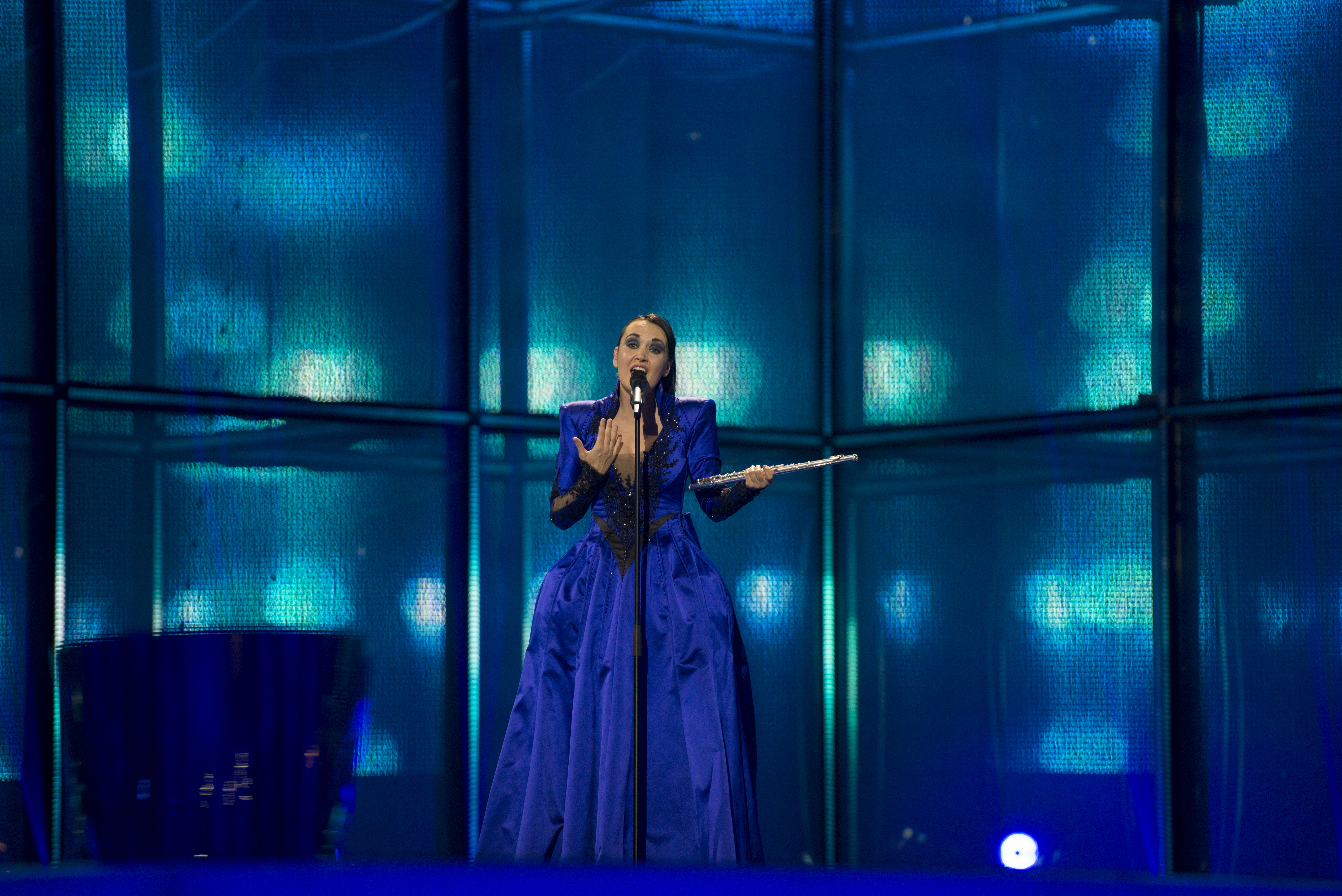
Tinkara Kovač eindigde namens Slovenië op de voorlaatste plek in Kopenhagen

Slovenië nam deel aan het Eurovisiesongfestival 2014 in Kopenhagen, Denemarken. Het was de 20ste deelname van het land op het Eurovisiesongfestival. RTVSLO was verantwoordelijk voor de Sloveense bijdrage voor de editie van 2014.

## Selectieprocedure
Lange tijd leek het onwaarschijnlijk dat Slovenië zou deelnemen aan het Eurovisiesongfestival 2014, en dit vanwege financiële problemen bij de Sloveense openbare omroep RTVSLO. Op 9 januari 2014 maakte de EBU de deelnemerslijst bekend, met de opmerking dat Slovenië tien dagen extra kreeg om uit te zoeken of het de financiële middelen bijeen kon krijgen om een deelname mogelijk te maken. Op 17 januari maakte RTVSLO dan bekend dat het hierin geslaagd was, en dat Slovenië dus zou deelnemen aan het Eurovisiesongfestival 2014.
RTVSLO besloot de Sloveense kandidaat voor het Eurovisiesongfestival wederom te verkiezen via EMA, dat het tot en met 2012 altijd gebruikte als nationale preselectie. In 2013 werd voor het eerst een interne selectie uitgevoerd. RTVSLO nodigde 29 artiesten uit om een lied in te sturen. Er werden echter ook 42 inzendingen ontvangen zonder uitnodiging, en deze werden ook in overweging genomen door het selectiecomité. Op 7 februari maakte de Sloveense staatsomroep de zeven deelnemers aan EMA 2014 bekend, een show die gepresenteerd werd door Ula Furlan. In een eerste fase werden twee superfinalisten gekozen, waarna het grote publiek in een tweestrijd kon uitmaken wie namens Slovenië naar Kopenhagen mocht. Uiteindelijk haalde Tinkara Kovač het met ruime voorsprong van Muff.

## EMA 2014
8 maart 2014
| Volgorde | Artiest                      | Lied                   |
| -------- | ---------------------------- | ---------------------- |
| 1        | Omar Naber                   | I won't give up        |
| 2        | Nermin Puškar & Samuel Lucas | Masquerade             |
| 3        | Bilbi                        | To ni blues            |
| 4        | NUDE                         | It's gonna be OK!      |
| 5        | Rudi Bučar & Elevators       | Tja                    |
| 6        | Tinkara Kovač                | Spet (round and round) |
| 7        | Muff                         | Let me be (myself)     |

### Superfinale
| Plaats | Artiest       | Lied                   | Stemmen |
| ------ | ------------- | ---------------------- | ------- |
| 1      | Tinkara Kovač | Spet (round and round) | 7.932   |
| 2      | Muff          | Let me be (myself)     | 3.450   |

## In Kopenhagen
Slovenië moest in Kopenhagen eerst aantreden in de tweede halve finale, op donderdag 8 mei. Tinkara Kovač trad als veertiende van vijftien acts op, na Freaky Fortune feat. RiskyKidd uit Griekenland en net voor Paula Seling & Ovi uit Roemenië. Bij het openen van de enveloppen bleek dat Slovenië zich had weten te plaatsen voor de finale. Na afloop van de finale werd duidelijk dat Tinkara Kovač op de tiende plaats was geëindigd in de tweede halve finale, met 52 punten.
In de finale trad Tinkara Kovač als zeventiende van 26 acts aan, net na Emma Marrone uit Italië en gevolgd door Softengine uit Finland. Aan het einde van de puntentelling stond Slovenië op de 25ste en voorlaatste plaats, met 9 punten. Enkel Frankrijk kreeg minder punten.
1993 · 1994 · 1995 · 1996 · 1997 · 1998 · 1999 · 2000 · 2001 · 2002 · 2003 · 2004 · 2005 · 2006 · 2007 · 2008 · 2009 · 2010 · 2011 · 2012 · 2013 · 2014 · 2015 · 2016 · 2017 · 2018 · 2019 · 2020 · 2021 · 2022 · 2023 · 2024 · 2025
Albanië · Armenië · Azerbeidzjan · België · Denemarken · Duitsland · Estland · Finland · Frankrijk · Georgië · Griekenland · Hongarije · Ierland · IJsland · Israël · Italië · Letland · Litouwen · Macedonië · Malta · Moldavië · Montenegro · Nederland · Noorwegen · Oekraïne · Oostenrijk · Polen · Portugal · Roemenië · Rusland · San Marino · Slovenië · Spanje · Verenigd Koninkrijk · Wit-Rusland · Zweden · Zwitserland